# Marian Kegel
Marian Kegel (ur. 25 maja 1945 w Poznaniu, zm. 19 września 1972 tamże) – polski kolarz, olimpijczyk z Meksyku 1968.
Medalista mistrzostw Polski w kolarstwie przełajowym – brązowy w 1964 i srebrny w 1965.
Mistrz Polski w drużynowym wyścigu szosowym w 1966 i brązowy medalista w 1965. Indywidualny wicemistrz Polski w wyścigu szosowym w 1966 i 1968 oraz brązowy medalista w 1964.
Członek polskiej drużyny narodowej która zwyciężała w klasyfikacji drużynowej Wyścigu Pokoju 1967-1968 oraz zajmowała 2. miejsce 1965-1966. Najlepszy wynik indywidualny osiągnął w 1967 zajmując 12. miejsce w klasyfikacji generalnej.
W 1967 zajął 6. miejsce w klasyfikacji generalnej Tour de Pologne.
Uczestnik mistrzostw świata w latach:
- 1964 - 42. miejsce w wyścigu indywidualnym,
- 1965 - 9. miejsce w wyścigu indywidualnym i 6. w drużynowym,
- 1966 - 4. miejsce w wyścigu indywidualnym,
- 1969 - 17. miejsce w wyścigu indywidualnym.

Na igrzyskach olimpijskich w 1968 wystartował w wyścigu szosowym ze startu wspólnego zajmując 10. miejsce oraz w drużynie (partnerami byli Andrzej Bławdzin, Zenon Czechowski i  Jan Magiera), która zajęła 6. miejsce w wyścigu drużynowym.
Zwycięzca klasyfikacji Polskiego Związku Kolarstwa i Challenge "Przeglądu Sportowego" na najlepszego kolarza w 1966.
Zginął tragicznie w Poznaniu w 1972.